# Minidian
Minidian est une commune rurale du Mali, dans le cercle de Kangaba et la région de Koulikoro, elle a pour chef-lieu, la localité de Kangaba.

## Géographie
La commune s'étend au centre-est du cercle de Kangaba, elle est limitrophe de 6 communes maliennes. Elle s'étend sur la rive gauche du fleuve Niger.
| Benkadi Habaladougou | Karan    | Bancoumana, Kourouba |
| Benkadi Habaladougou | Minidian | Maramandougou        |
|                      | Kaniogo  |                      |

## Villages
La commune s'étend sur 11 localités relevées lors du recensement général de 2009. 
Les villages les plus peuplés sont :
- Kangaba (6 470 habitants) ;
- Déguéla (3 255 habitants) ;
- Kéla (2 193 habitants).

En 2023, la loi 2023-007 attribue à la commune 11 villages, fractions ou quartiers  :
- Kéla
- Déguéla
- Dambala
- Gassala
- Kangaba
- Tinfra
- Balandougou II
- Sakonida
- Mansaya
- Sacoro
- Hamadallaye

## Politique
En 2009, le conseil communal compte 17 élus.
| Période | Maire élu       | Parti politique |
| ------- | --------------- | --------------- |
| 2009    | Sékou Keïta     | URD             |
| 2016    | Faguimba Konaté |                 |